# Всі речі (Цілком таємно)
Всі речі (All Things) — 17-й епізод сьомого сезону серіалу «Цілком таємно». Епізод не належить до «міфології серіалу» — це монстр тижня. Прем'єра в мережі «Фокс» відбулася 9 квітня 2000 року.
У США серія отримала рейтинг Нільсена, рівний 7.1, це означає, що в день виходу її подивилися 12.18 мільйона глядачів.

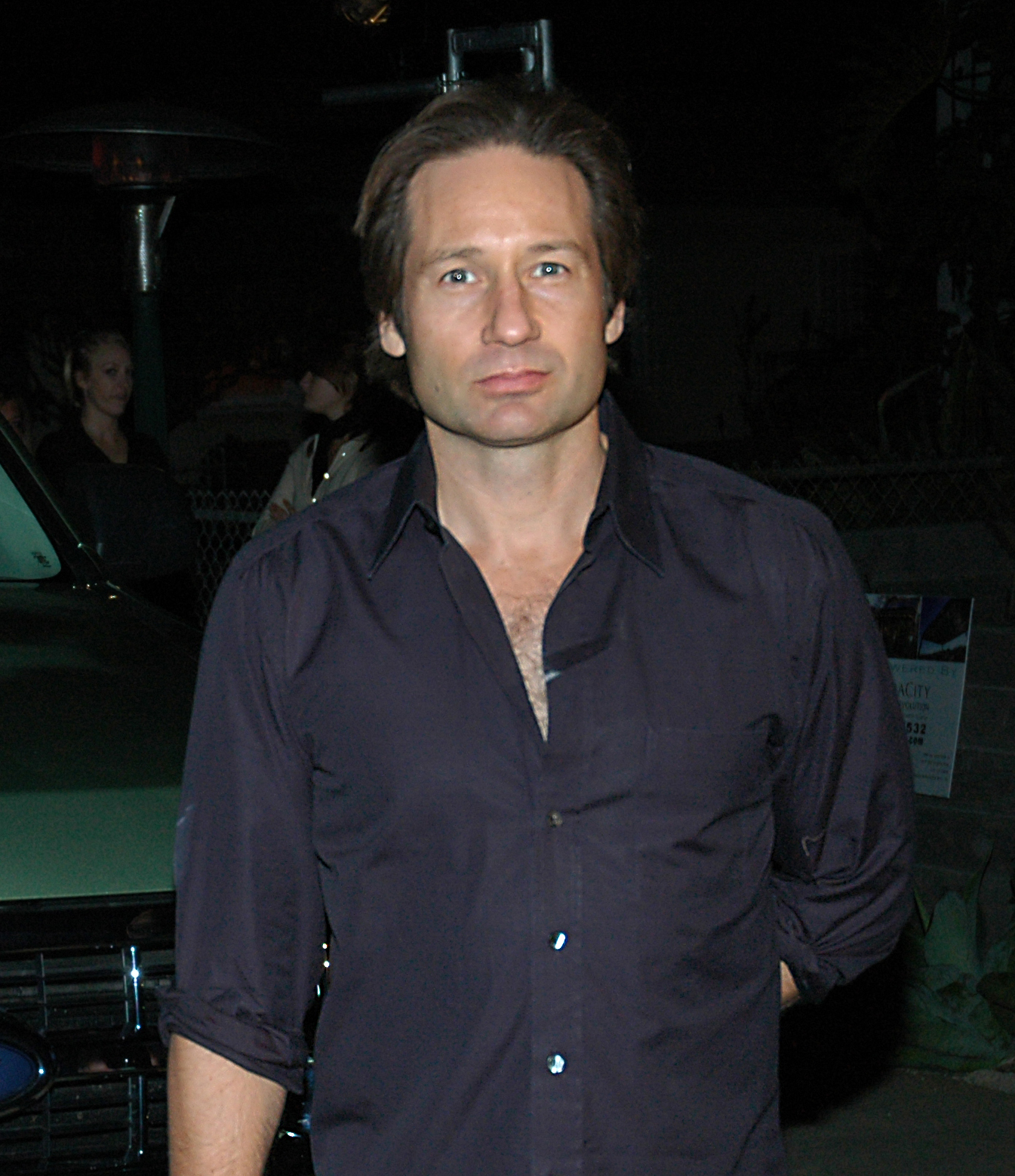

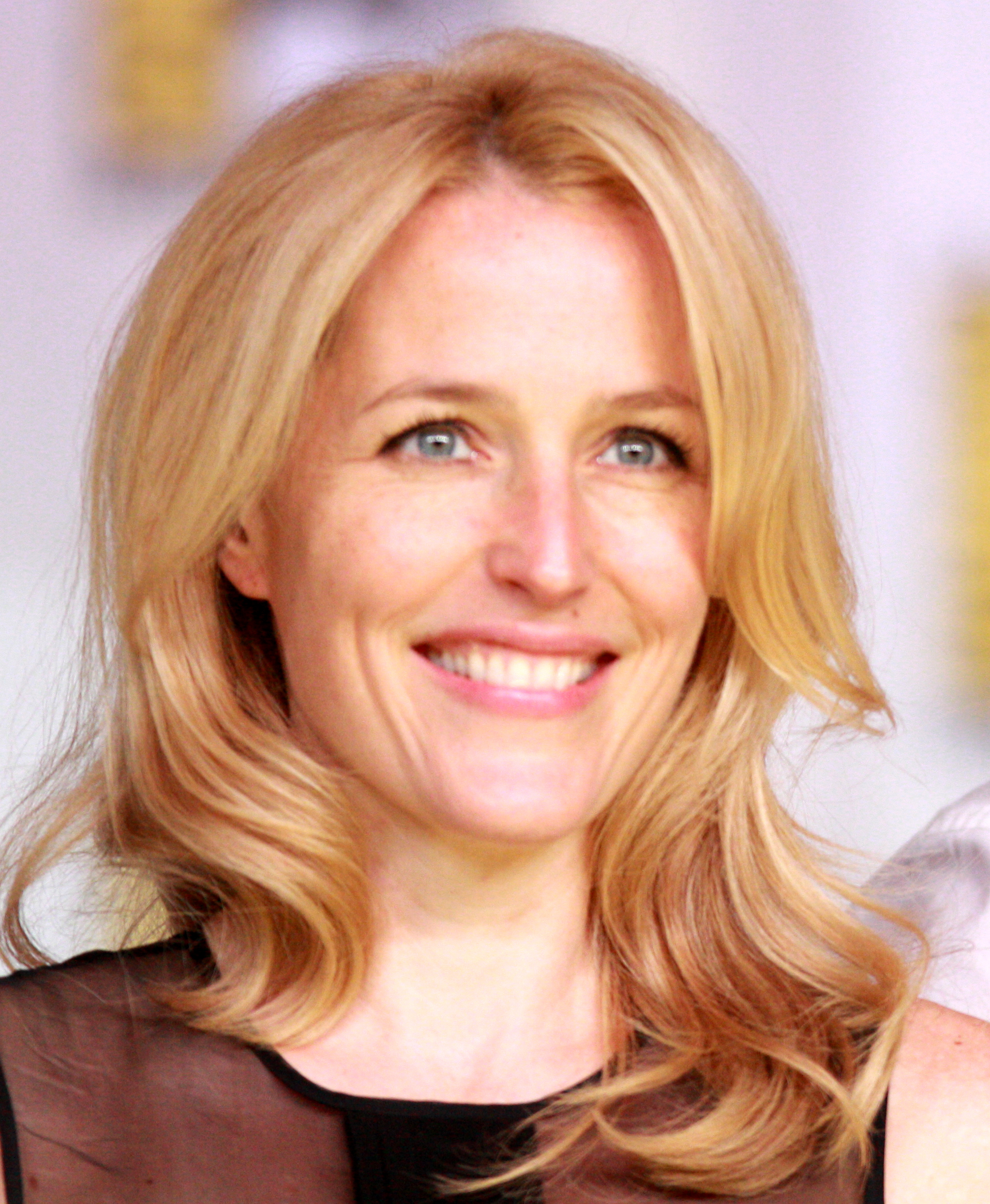

Череда збігів приводить Скаллі до лікаря Деніела Вотерстона, одруженого чоловіка, з яким у неї був роман в медичному коледжі. Коли той впадає в кому, вона відкидає свої упередження і вдається до альтернативної медицини для його порятунку.

## Зміст
Істина поза межами досяжного
Дейна Скаллі одягається перед дзеркалом; з крана монотонно крапає вода. Вона роздумовує над можливостями оцінити пройдений шлях. Фокс Малдер лежить у його ліжку, наполовину прикритий простирадлом.
За 63 години до того Скаллі збирається вирушити до своєї лабораторії — а Фокс намагається привернути її увагу зображеннями концентричних кіл на полях — зокрема появою Мандельброта. Скаллі настільки зголодніла, що навіть їсть страву Малдера і геть його не слухає — Фокс перевіряє її увагу фразою «я забув одягнути труси». Малдер збирається летіти в Англію — Скаллі не налаштована робити те ж саме в суботу.
Скаллі прибуває до Національного шпиталю і під монотонне постукування олівцем отримує від медсестри матеріали розтину. Але в конверті інший вміст — рентгенівський знімок Деніела Вотерстона — її колишнього професора, з яким у неї був роман під час навчання в медичній школі. Він хворий і має недіагностовану хворобу серця. Їй телефонує дочка Вотерстона, Меґі, яка надзвичайно обурена впливом Скаллі, який вона справила на родину Вотерстона. Скаллі дзвонить до Малдера — і під розхитування маятника знову не чує його.
Дейна заходить в палату — Меґі відразу йде геть. Під час розмови Деніел бере Дейну за руку — і Скаллі не пручається. Вона сумнівається, чи правильно вирішила залишити його та відмовитись від медичної кар'єри, щоб продовжити у ФБР.
Малдер на шляху до Англії, він розслідує серцеподібні кола на полях — дзвонить Скаллі і просить її, щоб вона зустріла його контактера, Колін Езер, аби отримати деяку інформацію. Коли Скаллі розмовляє з Малдером мобільним телефоном, під час руху автомобіля на пішохідному переході з'являється жінка. Скаллі сильно гальмує, щоб не вдарити жінку. Однак через перехід проїзить фургон — а жінка вже йде по пішохідній частині вулиці. Вона усвідомлює — якби жінка не з'явилася на її шляху, вантажівка вбила б її; Малдер знову не почутий.
Пізніше вона приїжджає до будинку Езер — вона була вдень у клініці. Колін зауважує, що Скаллі переживає особисту кризу і намагається запропонувати їй допомогу, але Скаллі її майже не чує. Скаллі знову у лікарні — Деніелу прописують більші дози ліків і це не допомагає. Вотерстон зізнається — через Дейну він розлучився з дружиною і перебрався у Вашингтон — щоб знайти Скаллі. У Деніела стається зупинка серця; Скаллі з допомогою дефібрилятора повертає Вотерстона до життя.
Згодом Скаллі повертається, щоб вибачитися перед Езер і погоджується вислухати її ідеї. Езер ділиться своїми знаннями про буддизм, концепцію колективного несвідомого та ідею особистої аури. Колін оповідає як вона за допомогою віри поборола рак грудей. Езер вважає, що її концепції можуть пояснити ці дивні випадки.
Після конфронтації з Меґі у лікарні з приводу того, що сталося з її батьком (він впав в кому), Скаллі проходить Чайнатауном. Побачивши жінку, яка з'явилася раніше на пішохідному переході, вона йде за нею до маленького буддистського храму, перш ніж загадкова жінка, здавалося б, зникне. Усередині храму Скаллі подумки бачить хворобу Вотерстона. Вона повертається до лікарні з Езер, щоб відвідати Вотерстона.
Езер та цілитель надають альтернативне лікування Вотерстону, який повністю одужує — при сутичці з лікуючим лікарем дочка стає на захист Скаллі. Вотерстон оголошує, що все ще хоче стосунків із Скаллі. Але Дейна усвідомлює, що вона вже не та сама людина, якою була багато років тому, і відхиляє пропозицію. Коли вона сидить біля лікарні на лавці, Скаллі здається, що вона знову бачить таємничу жінку, але це Малдер.
Агенти сидять у квартирі Малдера і говорять про події останніх кількох днів. Малдер починає говорити більш екзистенційно про те, що сталося, маючи на увазі, що доля зблизила їх. Але, коли він повертається і дивиться на Скаллі, то бачить, що вона заснула. Фокс вкриває Дейну ковдрою і йде на інше ліжко.
З під-акваріума за дійством споглядає маленький Будда.
Я хотів бути з тобою. Я жив тільки заради цього.

## Зйомки
Одного разу протягом шостого сезону до Андерсон підійшов Кріс Картер і попросив написати епізод, що вивчає її власний інтерес до буддизму й сили духовного зцілення. Зрештою, вона хотіла написати сценарій, в якому Скаллі переслідувала глибоко особистий «файл X», і йде духовним шляхом, коли логіка не допомагає. Джилліан написала основні схеми того, що стало «Всіма речами», за один підхід, який Картер схвалив завдяки «особистому і тихому характеру історії». Перший варіант «Всіх речей» був занадто довгим — на 15 сторінок — і в ньому не було заключного четвертого акту. Тому Картер і Френк Спотніц почали співпрацювати з Андерсон, щоб закінчити епізод. Хоча згодом Картер і Спотніц визнали, що більшість сценарію написала Джилліан.
Незважаючи на своє задоволення остаточною версією, Андерсон шкодувала про декілька «необхідних» змін сценарію — зокрема, про те, що роман Скаллі та Вотерстона був близьким. В оригінальному сценарії вони наблизилися до роману, але Скаллі припинила стосунки, коли виявила, що Вотерстон одружений.
Приблизно в той самий час, коли Джилліан звернулася до Картера щодо написання епізоду, вона проходила співбесіди в телевізійних мережах, які були зацікавлені у співпраці з нею. Вона ніколи раніше не режисувала і вирішила, що спочатку керуватиме епізодом «Цілком таємно», перш ніж працювати над іншими серіалами. Отож, коли Андерсон запропонувала початкову ідею сценарію, вона також висловила бажання зняти епізод. Картер прийняв її історію, але не призначив директором зйомок, поки не будуть завершені всі переробки. Андерсон працювала з режисером серіалу Кімом Меннерсом протягом більшої частини епізоду. Меннерс призначив для Андерсон режисерські вправи; як то — складання списку кадрів для кожної сцени — щоб ознайомити її з вимогами режисури. Цей епізод також став першим, коли жінка керувала зйомками «Цілком таємно».
Режисура Андерсон допомогла активізувати виробництво, і колектив знімав більше, ніж зазвичай — щоб переконатися, що у неї все в порядку. Дизайнер постановки Корі Каплан намагався знайти буддистський храм на прохання Андерсон, а директор кастингу Рік Міллікан допоміг їй вибрати відповідних акторів. Згодом Міллікан казав, що йому особливо подобалося працювати з Андерсон, бо «було цікаво спостерігати, як вона проходить процес кастингу, бо це все було для неї новим».
Сцена медитації передбачала, щоб зйомки з попередніх епізодів відображалися ретроспективно. Спочатку Пол Рабвін та команда спецефектів влаштовували необхідні сцени та розміщували їх у анімованих бульбашках. Однак знімальний колектив був незадоволений «бульбашками» і відчував, що вони занадто несправжні, тому було застосовано більш стандартний ефект сканування щілини. Аби створити послідовність візуалізації Скаллі стану серця Вотерстона, Ніколасу Сурови довелося лежати оголеним на майданчику, оточеному синім екраном. Сфера на грудях була підібрана за допомогою контролю руху — як маркер для серця, що б'ється (яке було виготовлено та знято окремо). Потім два моменти були об'єднані.
Андерсон хотіла включити в епізод «The Sky Is Broken» — пісню з альбому Moby «Play», оскільки вважала, що тексти пісні відповідають ідеї, яка відбувалася в сценарії. Андерсон створила першу сцену після вступних титрів — яка передбачала підготовку Скаллі, поки вода крапала з раковини, щоб створити ритмічний тривалий звук, оскільки це було важливо для музичної лінії. Андерсон та композитор серіалу Марк Сноу працювали разом у постпродукції; після зйомок вона надіслала Сноу кілька компакт-дисків і попросила у нього композиції, подібні за стилем та характером.
В серії також було використано гонг — інструмент, який Андерсон назвала «дуже тибетським» і «відповідним для цього епізоду».

## Показ і відгуки
Перший показ «Всіх речей» відбувся у США в ефірі мережі «Fox» 9 квітня 2000 року, у Великій Британії — на «Sky One» 9 липня 2000 року. У США серію дивилися 12,18 мільйона глядачів. Епізод отримав рейтинг Нільсена 7,5 з часткою 11, що означає: приблизно 7,5 % всіх домогосподарств, обладнаних телевізором, і 11 % домогосподарств, які дивляться телевізор, були налаштовані на серію. У Великій Британії епізод передивилися 580 000 глядачів. 13 травня 2003 року епізод був випущений на DVD — сьомий сезон.
Емілі Вандерверф з «The A.V. Club» відзначила «Всі речі» оцінкою «C» і назвала «курйозною невдачею». Вона вважала, що написання було «претензійним» і складалося з «якоїсь дивної, незрозумілої дурниці». Вандерверф писала, що, хоча епізод був невдалим, в його центрі знаходилося щось настільки «чисте і без прикрас, що я не можу це ненавидіти». Окрім того, вона захоплювалась знімальним колективом та Андерсон за її спробу. Кевін Сілбер з «Space.com» оцінив епізод негативно, критикуючи сценарій та характеристику подій. Він зазначив: «Здається, нічого особливого не відбувається». Оглядачу не сподобалася персона Азар і Сілбер не схвалював «філософську задуманість» Скаллі, називаючи це «легковажним і важким для узгодження з рішучим раціоналізмом, який вона демонструвала протягом багатьох років перед подіями, не менш дивними, ніж ті, що відбуваються тут».
У книзі «Хочемо вірити: критичний путівник з Цілком таємно, Мілленіуму та Самотніх стрільців», Роберт Ширман і Ларс Пірсон оцінили епізод 1 зіркою з п'яти, називаючи основу і символи тьмяними. Вони критикували Андерсон за те, що вона дивилася на «дрібниці життя занадто напружено», що змусило багатьох акторів відійти від сюжетної суті. Крім того, Ширман і Пірсон критично ставилися до режисерського стилю Андерсон, називаючи його «претензійним», та відзначаючи, що значення сюжету заглушили непотрібний художній розквіт. Пола Вітаріс з «Cinefantastique» надала епізоду негативний відгук, присудивши 1 зірку з чотирьох. Вітаріс назвала режисуру Андерсон «важкою рукою» і була засмучена сюжетною лінією, оскільки вона «руйнує мотивацію та характер Скаллі, як це було встановлено за останні сім років».
Не всі відгуки були негативними. Том Кессеніч у книзі «Іспити» дав епізоду переважно позитивний відгук і назвав його «чудовим». Він високо оцінив завзятість Андерсон у поданні більш темного моменту з минулого Скаллі та вигідно порівняв епізод із «Шостим вимиранням II: Любов'ю до долі» з точки зору розвитку характеру. Кінні Літтлфілд з «Orange County Register» писав, що «задумливий, медитативний епізод був непоганим для перших режисерських зусиль Андерсон». Однак оглядач зазначив, що це був не такий «хитрий епізод про чужого бейсболіста, який режисував Духовни». Оглядачка «The Michigan Daily» Меліса Рунстром в огляді сьомого сезону назвала епізод «цікавим».
У той час як епізод отримував трохи відмінні від крижаних відгуки критиків, шанувальники серіалу реагували загалом позитивно на «Всі речі», а продюсери отримували дзвінки та листи від глядачів, в яких йшлося, що вони «люблять вразливість і тиху рішучість, яку Скаллі виявила в незвичайному епізоді».

## Знімалися
- Девід Духовни — Фокс Малдер
- Джилліан Андерсон — Дейна Скаллі
- Колін Флінн — Колін Азар
- Стейсі Гайдук — Мегі Вотерстон
- Ніколас Сурови — Деніел Вотерстон